# Ken Foree
Kentotis Alvin Foree (Indianapolis, 29 februari 1948) is een Amerikaans acteur.
Foree begon in de jaren zeventig met acteren, verschijnend in de films The Bingo Long Traveling All-Stars & Motor Kings, The Wanderers en Dawn of the Dead. Ook had hij rollen in The Dentist (1996) en Knightriders (1981). In 2005 speelde hij 'Charlie Altamont' in de horrorfilm The Devil's Rejects van Rob Zombie. Hij had daarna ook rollen in diens Halloween en The Lords of Salem. Foree speelde ook 'Roger Rockmore', de vader van Kenan en Kyra in de jeugdserie Kenan & Kel.

## Filmografie
| Jaar | Film                                             | Rol                      | Opmerkingen |
| ---- | ------------------------------------------------ | ------------------------ | ----------- |
| 1976 | The Bingo Long Traveling All-Stars & Motor Kings | Honey, Potter's Goon     |             |
| 1978 | Dawn of the Dead                                 | Peter Washington         |             |
| 1979 | The Wanderers                                    | Black Sportsman          |             |
| 1979 | The Fish That Saved Pittsburgh                   | Pittsburgh Python speler |             |
| 1981 | Knightriders                                     | Little John              |             |
| 1986 | From Beyond                                      | Buford 'Bubba' Brownlee  |             |
| 1986 | Jo Jo Dancer, Your Life Is Calling               | Big Joke                 |             |
| 1987 | Terror Squad                                     | Deputy Brown             |             |
| 1988 | Death Spa                                        | Marvin                   |             |
| 1988 | Viper                                            | Harley Trueblood         |             |
| 1989 | True Blood                                       | Charlie Gates            |             |
| 1989 | Phantom of the Mall: Eric's Revenge              | Acardi                   |             |
| 1990 | Leatherface: Texas Chainsaw Massacre III         | Benny                    |             |
| 1990 | Taking Care of Business                          | J.B., gevangene          |             |
| 1990 | Without You I'm Nothing                          | Emcee (M.C.)             |             |
| 1990 | Down the Drain                                   | Buckley                  |             |
| 1991 | Night of the Warrior                             | Oliver                   |             |
| 1991 | Diplomatic Immunity                              | Del Roy Gaines           |             |
| 1991 | Hangfire                                         | Billy                    |             |
| 1993 | Joshua Tree                                      | Eddie Turner             |             |
| 1995 | Sleepstalker                                     | Detective Rolands        |             |
| 1996 | The Dentist                                      | Detective Gibbs          |             |
| 2004 | Dawn of the Dead                                 | The Televangelist        |             |
| 2005 | The Devil's Rejects                              | Charlie Altamont         |             |
| 2005 | Brotherhood of Blood                             | Stanis                   |             |
| 2006 | Devil's Den                                      | Leonard                  |             |
| 2007 | Splatter Disco                                   | Shank Chubb              |             |
| 2007 | Halloween                                        | Big Joe Grizzley         |             |
| 2007 | Black Santa's Revenge                            | Black Santa              |             |
| 2007 | Brutal Massacre: A Comedy                        | Carl                     |             |
| 2007 | Live Evil                                        | Max                      |             |
| 2008 | Dead Bones                                       | The Bartender            |             |
| 2009 | Zone Of The Dead                                 | Reyes                    |             |
| 2009 | The Haunted World of El Superbeasto              | Luke St. Luke            | Stem        |
| 2009 | Live Evil                                        | Max                      |             |
| 2010 | D.C. Sniper                                      | John Allen Muhammad      |             |
| 2011 | Water for Elephants                              | Earl                     |             |
| 2012 | The Lords of Salem                               | Herman 'Munster' Jackson |             |
| 2012 | Cut/Print                                        | Jack Stanley             |             |
| 2015 | The Divine Tragedies                             | Homer                    |             |
| 2016 | The Rift: Dark Side of the Moon                  | John Smith               |             |
| 2017 | The Midnight Man                                 | Hamilton                 |             |
| 2019 | High School Confidental                          | Chalmers                 |             |
| 2020 | John Henry                                       | BJ Henry                 |             |